# Escola de Engenharia da Universidade Federal de Minas Gerais
A Escola de Engenharia é uma das unidades de ensino da Universidade Federal de Minas Gerais. Está localizada no campus Pampulha da UFMG em Belo Horizonte e foi fundada antes mesmo desta universidade, em 21 de maio de 1911.
A Escola de Engenharia comemorou em 2011 o seu Centenário de fundação.. Ao longo de mais de um século, graduou mais de 30 mil engenheiros. A Escola de Engenharia é a maior escola pública de Engenharia da América Latina, mantém vários projetos de Pesquisa e Desenvolvimento em convênio com empresas do setor de energia, siderúrgico, mineração, dentre outros, podendo-se citar, por exemplo: Cemig, Petrobrás, Embraer, Eletrobrás, Usiminas. Além disso, a Escola de Engenharia da UFMG vem repensando a forma de ensino e a transferência para a sociedade do conhecimento gerado no desenvolvimento de tecnologias que têm potencial para contribuir para o bem-estar da população

## História
No dia 21 de maio de 1911, quando era celebrado o centenário de Cristiano Ottoni, considerado o patrono da Engenharia Nacional, reuniram-se na capital mineira no prédio da Sociedade Mineira de Agricultura ilustres intelectuais, sob a presidência do então Secretário da Agricultura, com a finalidade de fundar o estabelecimento de ensino superior que ficou chamado Escola Livre de Engenharia. Assim, neste ano foi fundada a Escola de Engenharia, sendo mais tarde uma das quatro unidades acadêmicas que em 1927 deram origem à UFMG, na época denominada Universidade de Minas Gerais (UMG).
As aulas começaram no dia 8 de abril de 1912, em Belo Horizonte, na então Avenida do Comércio, hoje avenida Santos Dumont, 174. A Escola fez vários ensaios, ao longo dos anos, de transferência para o campus Pampulha, ideia aprovada formalmente pela sua Congregação em 1943. Em 22 de abril de 1989, a Escola foi transferida para a Rua Espírito Santo, 35, e em seu antigo prédio passou a funcionar o Centro Cultural da UFMG.
Com o intuito de integrar o projeto da chamada Cidade Universitária, a Escola construiu prédios que acabaram ocupados por outras atividades, como o Instituto de Pesquisas Radioativas da Escola de Engenharia, onde funciona o Centro de Desenvolvimento da Tecnologia Nuclear (CDTN); e o Instituto de Mecânica, que abrigou o Colégio Técnico. Também iniciou as fundações para o Instituto de Eletrotécnica, que não foi construído.
Na década de 1980, o Departamento de Engenharia Mecânica passou a funcionar no campus Pampulha, em galpões que, mais tarde, reformados e ampliados, integrariam o complexo no campus Pampulha. Na década seguinte, foi a vez do Departamento de Engenharia Elétrica mudar-se para o campus. Desde 2004, quando tiveram início as obras do atual complexo, outros setores da Escola passaram a ocupar as novas instalações, que hoje, concluídas, abrigam uma comunidade composta por cerca de sete mil pessoas, entre professores, funcionários e alunos.
O atual diretor da Escola é o Prof. Cícero Murta Diniz Starling, em recondução do mandato, que se encerra em junho de 2026.

## Ex-alunos destaque
- Eliseu Resende[7]
- Otacílio Negrão de Lima[8]

## Inciativas e Projetos de Extensão
- Equipes de Competição
  - Armac Fórmula UFMG
  - Baja UFMG
  - Fórmula Tesla UFMG
  - Milhagem UFMG
  - Uai sô fly
- Projetos de extensão
  - Inderios Consultoria
  - Enactus
  - Engenharia Solidária
- Representação Estudantil e atividades
  - Diretório acadêmico da Escola de Engenharia da UFMG (DA-ENG)
  - Grêmio dos Estudantes de Engenharia Civil (GEC)
  - Grêmio dos Estudantes de Engenharia de Sistemas Oriane Magela Neto (GEES)
  - Grêmio de Engenharia de Produção da UFMG (GEP)
  - Grêmio de Engenharia de Controle e Automação (GECA)
  - Grêmio Mínero-Metalúrgico Louis Ensch
  - Grêmio de Engenharia Ambiental da UFMG (GEA)
  - Grêmio de Engenharia Mecânica da UFMG (GREMEC)
  - Grêmio de Engenharia Aeroespacial da UFMG (GRAERO)
  - Grêmio dos estudantes de Engenharia Elétrica (GEEE)
  - Grêmio de Engenharia Química Lourenço Menicucci Sobrinho (GEQLMS)
  - Associação Atlética Esportiva dos Estudantes da Escola de Engenharia da UFMG (AAEE)
  - ENG 200
  - Coral da Escola de Engenharia
- Empresas Júnior
  - EMAS
  - PJ
  - Minas Jr.
  - CPE

## Cursos oferecidos pela Escola de Engenharia

### Cursos de Graduação

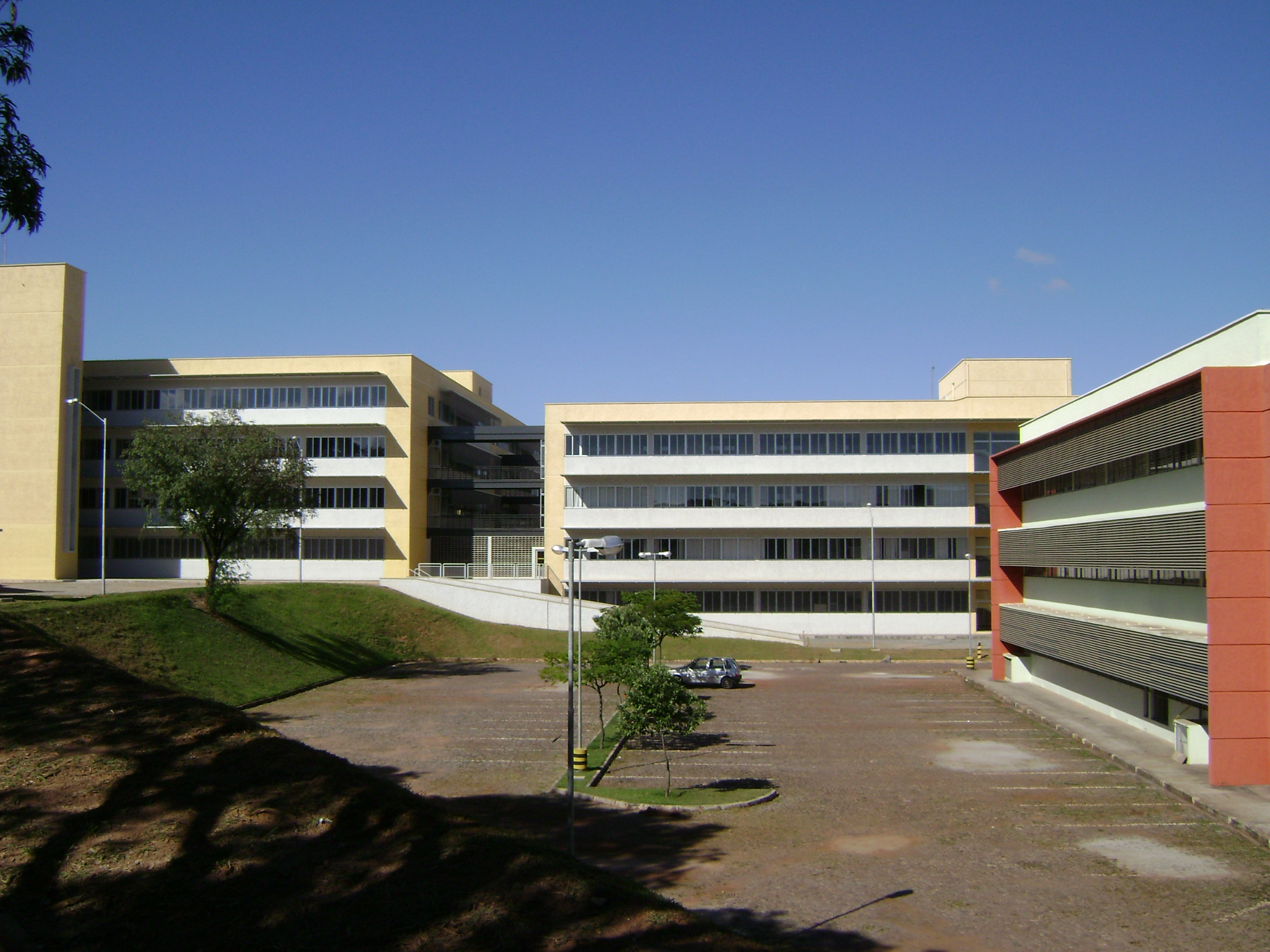
Vista dos blocos 1 e 2 da Escola de Engenharia.

Atualmente a Escola de Engenharia da UFMG oferece 11 cursos de graduação, a maioria no turno diurno, sendo que dois são ofertados em período diurno ou noturno, e um no turno noturno. A escolha pelo curso, até a adoção do SiSU pela UFMG em 2014, era tomada no ato da inscrição ao vestibular da UFMG. Ao todo, a Escola de Engenharia oferece 1.010 vagas no vestibular, sendo a maior faculdade pública de Engenharia do Brasil. Os cursos da Escola de Engenharia seguem o modelo de flexibilização curricular, permitindo que o aluno possa modelar sua formação, montando um currículo de acordo com seu interesse na área. Para isso, ele pode até mesmo incorporar disciplinas das mais diferentes Unidades Acadêmicas da UFMG.
Até 2010, a Escola de Engenharia formou 21.364 engenheiros. Atualmente, formam-se cerca de 700 engenheiros por ano, número que deve aumentar nos próximos anos tendo em vista a ampliação de vagas e cursos de graduação desde 2010.
Os cursos de graduação são:
| - Engenharia Aeroespacial (diurno) - Engenharia Ambiental (diurno) - Engenharia Civil (diurno) - Engenharia de Controle e Automação (diurno e noturno) - Engenharia Elétrica (diurno) - Engenharia Mecânica (diurno e noturno) | - Engenharia Metalúrgica e de Materiais (diurno) - Engenharia de Minas (diurno) - Engenharia de Produção (diurno) - Engenharia Química (diurno) - Engenharia de Sistemas (noturno) |

### Cursos de Pós-Graduação
Até abril de 2011, a Escola de Engenharia da Universidade Federal de Minas Gerais formou 521 doutores e 3.259 mestres em seus 10 cursos de Pós-Graduação Stricto sensu. Em 2011 foram ofertadas 448 vagas nos 10 Programas  Pós-Graduação Stricto sensu, sendo 124 vagas para o doutorado e 324 vagas para o mestrado.
Os cursos de Pós-Graduação são listados abaixo:
| Cursos de Pós-Graduação da Escola de Engenharia da Universidade Federal de Minas Gerais | Cursos de Pós-Graduação da Escola de Engenharia da Universidade Federal de Minas Gerais | Cursos de Pós-Graduação da Escola de Engenharia da Universidade Federal de Minas Gerais | Cursos de Pós-Graduação da Escola de Engenharia da Universidade Federal de Minas Gerais | Cursos de Pós-Graduação da Escola de Engenharia da Universidade Federal de Minas Gerais |
| Stricto sensu (Doutorado e Mestrado)                                                    | Stricto sensu (Doutorado e Mestrado)                                                    | Stricto sensu (Doutorado e Mestrado)                                                    | Stricto sensu (Doutorado e Mestrado)                                                    | Stricto sensu (Doutorado e Mestrado)                                                    |
| Programa de Pós-Graduação                                                               | Programa de Pós-Graduação                                                               | Conceito na Avaliação CAPES Triênio 2007-2009                                           | Conceito na Avaliação CAPES Triênio 2010-2012                                           | Conceito na Avaliação CAPES Quadriênio 2013-2016                                        |
| Ciências e Técnicas Nucleares                                                           | Ciências e Técnicas Nucleares                                                           | 4                                                                                       | 5                                                                                       | 5                                                                                       |
| Construção Civil                                                                        | Construção Civil                                                                        | 3                                                                                       | 4                                                                                       | 4                                                                                       |
| Engenharia Elétrica                                                                     | Engenharia Elétrica                                                                     | 6                                                                                       | 7                                                                                       | 7                                                                                       |
| Engenharia Mecânica                                                                     | Engenharia Mecânica                                                                     | 5                                                                                       | 5                                                                                       | 5                                                                                       |
| Engenharia Metalúrgica e de Minas                                                       | Engenharia Metalúrgica e de Minas                                                       | 7                                                                                       | 6                                                                                       | 6                                                                                       |
| Engenharia Química                                                                      | Engenharia Química                                                                      | 4                                                                                       | 3                                                                                       | 3                                                                                       |
| Engenharia de Estruturas                                                                | Engenharia de Estruturas                                                                | 4                                                                                       | 5                                                                                       | 5                                                                                       |
| Engenharia de Produção                                                                  | Engenharia de Produção                                                                  | 4                                                                                       | 4                                                                                       | 4                                                                                       |
| Geotecnia e Transportes                                                                 | Geotecnia e Transportes                                                                 | 3                                                                                       | 3                                                                                       | 3                                                                                       |
| Saneamento, Meio Ambiente e Recursos Hídricos                                           | Saneamento, Meio Ambiente e Recursos Hídricos                                           | 6                                                                                       | 7                                                                                       | 7                                                                                       |
| Lato sensu (Especialização)                                                             | Lato sensu (Especialização)                                                             | Lato sensu (Especialização)                                                             | Lato sensu (Especialização)                                                             | Lato sensu (Especialização)                                                             |
| Automação Industrial                                                                    | Construção Civil                                                                        | Engenharia Sanitária e Tecnologia Ambiental                                             | Engenharia de Sistemas Elétricos de Potência                                            | Estruturas                                                                              |
| Engenharia de Segurança do Trabalho                                                     | Engenharia de Sistemas Elétricos de Potência                                            | Geotecnia Ambiental                                                                     | Logística Estratégica e Sistemas de Transportes                                         | Sistema de Energia Elétrica: Qualidade da Energia Elétrica                              |
| --------------------------------------------------------------------------------------- | --------------------------------------------------------------------------------------- | --------------------------------------------------------------------------------------- | --------------------------------------------------------------------------------------- | --------------------------------------------------------------------------------------- |